# Vevey Riviera Basket
Il Vevey Riviera Basket è una squadra svizzera di pallacanestro di Vevey.

## Storia
Il club è stato fondato nel 1952 con il nome di Vevey Basket. Nel 1984 il primo successo con la vittoria del campionato nazionale sotto la guida del coach statunitense Jim Boylan. Nella sua storia ha conquistato due campionati svizzeri e tre coppe nazionali oltre ad aver partecipato alla Coppa Korać (1974-75 e 1987-88), alla Coppa Saporta (1983-84 e 1985-86) e alla Coppa dei Campioni 1984-85.
Nel 1998 si fonde con il Blonay Basket dando vita al Vevey Riviera Basket.

## Roster 2023-24
| Vevey Riviera Basket 2023-24 | Vevey Riviera Basket 2023-24 |
| Giocatori                    | Staff tecnico                |
| ---------------------------- | ---------------------------- |

| N. | Naz.                                        | Ruolo | Nome                     | Anno | Alt.   | Peso |  |
| -- | ------------------------------------------- | ----- | ------------------------ | ---- | ------ | ---- |  |
| 2  | Stati Uniti (bandiera)                      | G     | Takal Molson             | 1998 | 198 cm |      |  |
| 4  | Nigeria (bandiera) · Stati Uniti (bandiera) | P     | Ikenna Ndugba            | 1998 | 183 cm |      |  |
| 6  | Svizzera (bandiera)                         | GA    | Axel Maboso              | 2003 | 188 cm |      |  |
| 7  | Svizzera (bandiera)                         | A     | Brendan Favre            | 1999 | 197 cm |      |  |
| 9  | RD del Congo (bandiera)                     | AP    | Trey Motombo             | 2000 | 193 cm |      |  |
| 10 | Svizzera (bandiera)                         | PG    | Mateus Rodrigues Rocha   | 1999 | 186 cm |      |  |
| 11 | Rep. Ceca (bandiera)                        | C     | Adam Kejval              | 2002 | 210 cm |      |  |
| 12 | Stati Uniti (bandiera)                      | AG    | John Rauch               | 1997 | 201 cm |      |  |
| 18 | Svizzera (bandiera)                         | C     | Lucas Ravenel            | 1999 | 205 cm |      |  |
| 20 | Svizzera (bandiera)                         | AP    | Kyle Silva Oliveira      | 2000 | 197 cm |      |  |
| 22 | Svizzera (bandiera)                         | AC    | Jonathan Dubas (C)       | 1991 | 203 cm |      |  |
| 34 | Svizzera (bandiera)                         | PG    | Marvin Cabral Dos Santos | 2003 | 180 cm |      |  |
| -  | Svizzera (bandiera)                         | A     | Divin Zayadiaku          | 2000 | 199 cm |      |  |
| -  | Svizzera (bandiera)                         | A     | Loïc Wyttenbach          | 2003 | 194 cm |      |  |
| -  | Israele (bandiera) · Polonia (bandiera)     | PG    | Niv Rozenholtz           | 2001 | 185 cm |      |  |
| -  | Svizzera (bandiera)                         | C     | Aleksandar Knezevic      | 2000 | 205 cm |      |  |

| Allenatore                                                                                               |
| - Ivan Beram                                                                                             |
| Assistente/i                                                                                             |
| - Marko Selin fino al 1º gennaio 2024 - Toni Vidaić Legenda - (C) Capitano - (IN) Inattivo - Infortunato |

## Palmarès
- Swiss Basketball League: 2

1983-84, 1990-91
- Coppa di Svizzera: 3

1983, 1984, 1985
- NLB: 2

2005-06, 2021-22
- NL1: 1

2024-25

## Cronologia allenatori
- Joseph Zakar
- Orval Jordan e Tom Austin
- 1978:  Mario Martini
- 1978-1979:  Moncho Monsalve
- 1979-1980:   Jim Apicella
- 1980-1981:  Moncho Monsalve
- 1981-1986:  Jim Boylan
- 1986-1987:  David Angstadt
- 1987-1988:  Patrice Paoletti
- 1988:  Ferdnand Margot
- 1988-1991:  Milan Mrkonjić
- 1992-1993:  Miodrag Marjanović
- 1993-1996:  Matan Rimac
- ????-1998:  Alain Porchet
- 2012-2016  Antoine Mantey
- 2016-2017:  Paolo Povia
- 2017-2018:  Dragan Andrejević
- 2018-2019:  Vladimir Ružičić
- 2019-2020:  Nikša Bavčević
- 2021-2023:  Nikša Bavčević
- 2023-:  Ivan Beram